# Badminton-Südamerikameisterschaft 1988
Die Badminton-Südamerikameisterschaft 1988 fand in Montevideo in Uruguay statt.

## Titelträger
| Disziplin    | Sieger                          |
| ------------ | ------------------------------- |
| Herreneinzel | Gustavo Salazar                 |
| Dameneinzel  | Ximena Bellido                  |
| Herrendoppel | Gustavo Salazar Federico Valdez |
| Damendoppel  | Gloria Jiménez Ximena Bellido   |
| Mixed        | Gustavo Salazar Gloria Jiménez  |
| Mannschaft   | Peru                            |